# セイマス
セイマス（リトアニア語: Seimas）は、リトアニア共和国の立法府である。

## 概要
- 設置年：1991年
- 一院制
- 任期：4年
- 解散制度：あり。ただし任期が6か月以内に満了する場合又は任期満了前の国会議員選挙から6か月を経過していない場合、解散することはできない。
- 定数：141
- 選挙制度：
  - 71人: 小選挙区2回投票制
  - 70人: 全国区。比例代表制

## 権限
セイマスは立法権の他、以下のような権限を有している。
- 大統領によって推薦された内閣総理大臣の承認可否
- 内閣総理大臣又は大臣の不信任
- 憲法裁判所長官、最高裁判所長官、会計検査官及びリトアニア銀行委員会委員長の任命
- 予算の承認と予算執行の監視
- 条約の批准・破棄
- 恩赦の承認
- 大統領選挙と地方政府選挙の公示
- 中央選挙管理委員会を組織

出典：「リトアニア共和国憲法」『外国の立法』238号。120、132頁

## 立法手続き
立法の発案権を有しているのは、国会議員、政府及び大統領である。なお選挙権を有する5万人以上のリトアニア共和国市民も発案権を有している。
通常の法律案の採決では出席議員の過半数の賛成を持って可決されるが、憲法的法律については総議員の過半数の賛成を必要とする。また憲法的法律を改正する場合には、総議員数の5分の3以上の賛成を必要とすることが憲法で明記されている。セイマスで可決された法律案は、10日以内に大統領署名を経て法律として公布される。なお大統領は拒否権を有しており、送付された法律について理由を付した上でセイマスに差し戻すことができる。この場合、通常法律の場合は総議員の過半数の賛成、憲法的法律の場合は総議員の5分の3以上の賛成をもって、覆すことができる。